# Puerto Casado
Puerto Casado, noto anche con il vecchio nome di La Victoria, è un centro abitato del Paraguay, situato nel Dipartimento dell'Alto Paraguay, a 678 km dalla capitale del paese, Asunción; la località forma uno dei 4 distretti del dipartimento. 

## Popolazione
Al censimento del 2002 Puerto Casado contava una popolazione urbana di 2.699 abitanti (6.558 nell'intero distretto).

## Caratteristiche
Fondata nel 1889 Puerto Casado si sviluppò attorno all'impresa installata nel luogo dall'industriale spagnolo Carlos Casado del Alisal, dedita all'estrazione del tannino dalla pianta del quebracho. Lo stabilimento prosperò per più di 60, facendo del Paraguay il maggior paese produttore di tannino al mondo.
Durante la guerra del Chaco la località divenne un importante porto militare e per questo motivo al termine del conflitto, favorevole all'esercito paraguaiano, fu ribattezzata La Victoria; con questo nome fu elevata al rango di distretto nel 1973. L'industria del tannino nel frattempo aveva perso la propria importanza a causa della scoperta di validi sostituti chimici destinati alla concia delle pelli.
Con la legge n° 576 del 1995 La Victoria riprese il nome di Puerto Casado.